# Battle Royale II: Blitz Royale
Battle Royale II: Blitz Royale (BRII ブリッツ ロワイアル?) es manga inspirado en la película Battle Royale II: Requiem. Si bien el autor de la novela original, Koushun Takami, recibe el crédito del "trabajo original", la historia y el arte son de Hitoshi Tomizawa (富沢 ひとし Tomizawa Hitoshi?). El manga ha sido publicado en España por la Editorial Ivrea.
Al igual que los anteriores Battle Royales, una clase de estudiantes de secundaria se recogen a competir en peleas a muerte en una isla hasta que sólo queda uno.

## Argumento
El manga sigue el punto de vista de la Chica # 10 Makoto Hashimoto (桥本 真 恋人 Hashimoto Makoto?), una chica con mala suerte que teme que su clase serán elegidos para participar en "el programa", un misterioso suceso que obliga a los estudiantes a matarse unos a otros . Makoto asiste a Shikanotoride Junior High School.
Después de que el fomento de su mejor amigo Itou Yamamoto y su madre decide hacer frente a los riesgos. Sus temores se supone poner a descansar cuando corre la voz de que los 50 programas ya se había realizado en el año haciéndolos 100% improbable para participar. Al llegar a su viaje de estudios de una sola pieza, Makoto empieza a enviar toda su nerviosismo en conseguir un chico que le gusta: Nomura.
Como la excursión se inicia, y las chicas colarse en una de las habitaciones los niños: en concreto de Nomura. Mientras Itou se aprovecha de la vodka de contrabando Nomura rompe el hielo entre él y Makoto por invitarla a salir, sin embargo, su romance se ve interrumpido cuando un niño corre para alertar de la presencia de su maestro. Las chicas se esconden dentro de los sacos de dormir de los otros muchachos que Nomura toma la oportunidad de sentir seno de Makoto. Justo cuando creen que la costa es clara, se asaltado por un grupo de soldados de la Marina que empiezan a empujar con fuerza a los estudiantes alrededor (lo que implicaba Nomura conseguir el final de un arma de fuego se estrelló en la cara).